# Ligat ha’Al 2007/08
Die Ligat ha’Al 2007/08 war die neunte Spielzeit der höchsten israelischen Fußballliga unter diesem Namen, und die 59. Saison insgesamt. Sie begann am 18. August 2007 und endete am 1. Juni 2008.
Titelverteidiger Beitar Jerusalem gewann die Meisterschaft.

## Modus
Die zwölf Mannschaften spielten im Verlauf der Saison dreimal gegeneinander. Die Teams, die nach 22 Spielen die ersten sechs Plätze belegten, hatten ein Heimspiel mehr als die Teams auf den unteren sechs Plätzen. Die beiden Letztplatzierten mussten in die Liga Leumit absteigen.

## Vereine
| Verein                      | Stadt          | Stadion                            | Kapazität |
| --------------------------- | -------------- | ---------------------------------- | --------- |
| Beitar Jerusalem            | Jerusalem      | Teddy-Stadion                      | 31.733    |
| Maccabi Tel Aviv            | Tel Aviv-Jaffa | Bloomfield-Stadion                 | 29.150    |
| Hapoel Tel Aviv             | Tel Aviv-Jaffa | Bloomfield-Stadion                 | 29.150    |
| Bne Jehuda Tel Aviv         | Tel Aviv-Jaffa | Bloomfield-Stadion                 | 29.150    |
| Maccabi Haifa               | Haifa          | Kiryat-Eliezer-Stadion             | 14.000    |
| Maccabi Petach Tikwa        | Petach Tikwa   | HaMoshava-Stadion                  | 11.500    |
| Maccabi Herzlia             | Herzlia        | Städtisches Stadion Herzlia        | 08.100    |
| FC Bnei Sachnin             | Sachnin        | Doha-Stadion                       | 08.500    |
| MS Aschdod                  | Aschdod        | HaYud-Alef-Stadion                 | 07.800    |
| Maccabi Netanja             | Netanja        | Sar-Tov-Stadion                    | 07.500    |
| Hapoel Kfar Saba            | Kfar Saba      | Levita-Stadion                     | 05.500    |
| Hapoel Ironi Kirjat Schmona | Kirjat Schmona | Städtisches Stadion Kirjat Schmona | 05.300    |

## Abschlusstabelle
| Pl. | Verein                          | Sp. | S  | U  | N  | Tore    | Diff. | Punkte |
| --- | ------------------------------- | --- | -- | -- | -- | ------- | ----- | ------ |
| 1.  | Beitar Jerusalem (M)            | 33  | 20 | 7  | 6  | 061:230 | +38   | 67     |
| 2.  | Maccabi Netanja                 | 33  | 16 | 10 | 7  | 040:240 | +16   | 58     |
| 3.  | Hapoel Ironi Kirjat Schmona (N) | 33  | 15 | 11 | 7  | 043:340 | +9    | 56     |
| 4.  | FC Bnei Sachnin (N)             | 33  | 15 | 10 | 8  | 035:290 | +6    | 55     |
| 5.  | Maccabi Haifa                   | 33  | 13 | 8  | 12 | 038:270 | +11   | 47     |
| 6.  | Maccabi Tel Aviv                | 33  | 11 | 8  | 14 | 043:430 | ±0    | 41     |
| 7.  | Hapoel Tel Aviv (P)             | 33  | 12 | 5  | 16 | 035:400 | −5    | 41     |
| 8.  | MS Aschdod                      | 33  | 11 | 6  | 16 | 036:520 | −16   | 39     |
| 9.  | Bne Jehuda Tel Aviv             | 33  | 11 | 5  | 17 | 031:430 | −12   | 38     |
| 10. | Maccabi Petach Tikwa            | 33  | 10 | 7  | 16 | 028:390 | −11   | 37     |
| 11. | Hapoel Kfar Saba                | 33  | 9  | 10 | 14 | 037:540 | −17   | 37     |
| 12. | Maccabi Herzlia                 | 33  | 7  | 9  | 17 | 032:510 | −19   | 30     |

Platzierungskriterien: 1. Punkte – 2. Tordifferenz – 3. geschossene Tore

| (M) | amtierender israelischer Meister     |
| (P) | amtierender israelischer Pokalsieger |
| (N) | Neuaufsteiger der letzten Saison     |

## Kreuztabelle
| Spieltag 1–22               | Beitar Jerusalem | Maccabi Netanja | Hapoel Ironi Kirjat Schmona | FC Bnei Sachnin | Maccabi Haifa | Maccabi Tel Aviv | Hapoel Tel Aviv | MS Aschdod | Bne Jehuda Tel Aviv | Maccabi Petach Tikwa | Hapoel Kfar Saba | Maccabi Herzlia |
| --------------------------- | ---------------- | --------------- | --------------------------- | --------------- | ------------- | ---------------- | --------------- | ---------- | ------------------- | -------------------- | ---------------- | --------------- |
| Beitar Jerusalem            |                  | 2:0             | 0:0                         | 0:1             | 1:0           | 2:0              | 1:0             | 5:0        | 3:0                 | 2:1                  | 4:0              | 4:2             |
| Maccabi Netanja             | 0:1              |                 | 0:0                         | 1:2             | 2:1           | 1:0              | 0:0             | 3:0        | 0:0                 | 1:0                  | 2:3              | 0:0             |
| Hapoel Ironi Kirjat Schmona | 0:3              | 0:0             |                             | 0:0             | 1:1           | 1:0              | 2:1             | 2:1        | 2:1                 | 2:1                  | 2:2              | 3:0             |
| FC Bnei Sachnin             | 2:2              | 0:0             | 0:0                         |                 | 1:1           | 3:2              | 1:0             | 3:0        | 0:0                 | 1:0                  | 1:1              | 0:3             |
| Maccabi Haifa               | 0:0              | 0:2             | 1:0                         | 0:1             |               | 3:1              | 2:0             | 3:0        | 1:0                 | 0:1                  | 2:1              | 1:1             |
| Maccabi Tel Aviv            | 0:0              | 0:2             | 2:2                         | 0:0             | 0:3           |                  | 1:3             | 1:1        | 3:1                 | 2:1                  | 0:1              | 2:0             |
| Hapoel Tel Aviv             | 1:2              | 0:1             | 0:1                         | 0:1             | 2:0           | 1:0              |                 | 0:2        | 1:0                 | 2:1                  | 1:2              | 0:2             |
| MS Aschdod                  | 1:2              | 1:6             | 0:0                         | 3:1             | 1:0           | 0:0              | 1:1             |            | 1:1                 | –                    | 0:0              | –               |
| Bne Jehuda Tel Aviv         | 0:3              | 1:2             | 1:1                         | 3:0             | 0:3           | 0:4              | 1:1             | 3:2        |                     | 0:1                  | 0:2              | 0:1             |
| Maccabi Petach Tikwa        | 1:2              | 0:0             | 3:1                         | 2:0             | 1:1           | 3:2              | 2:1             | 0:0        | 1:0                 |                      | 0:1              | 1:1             |
| Hapoel Kfar Saba            | 1:1              | 1:2             | 2:3                         | 0:0             | 0:3           | 0:3              | 1:1             | 3:1        | 0:0                 | 0:0                  |                  | 2:3             |
| Maccabi Herzlia             | 1:1              | 1:2             | 1:3                         | 0:1             | 0:1           | 1:3              | 2:3             | 1:1        | 0:2                 | 1:1                  | 0:0              |                 |

| Spieltage 23–33             | Beitar Jerusalem | Maccabi Netanja | Hapoel Ironi Kirjat Schmona | FC Bnei Sachnin | Maccabi Haifa | Maccabi Tel Aviv | Hapoel Tel Aviv | MS Aschdod | Bne Jehuda Tel Aviv | Maccabi Petach Tikwa | Hapoel Kfar Saba | Maccabi Herzlia |
| --------------------------- | ---------------- | --------------- | --------------------------- | --------------- | ------------- | ---------------- | --------------- | ---------- | ------------------- | -------------------- | ---------------- | --------------- |
| Beitar Jerusalem            |                  | 3:0             | –                           | 1:2             | –             | 1:1              | –               | –          | 0:1                 | 4:0                  | –                | 3:1             |
| Maccabi Netanja             | –                |                 | 1:2                         | –               | 0:2           | –                | 3:0             | 1:0        | 3:2                 | –                    | 1:1              | –               |
| Hapoel Ironi Kirjat Schmona | 3:2              | –               |                             | 0:1             | –             | 3:1              | –               | –          | 2:0                 | 1:0                  | –                | 2:2             |
| FC Bnei Sachnin             | –                | 1:1             | –                           |                 | 1:0           | –                | 0:1             | 1:2        | 1:3                 | –                    | 2:0              | –               |
| Maccabi Haifa               | 0:1              | –               | 2:1                         | –               |               | 3:3              | –               | –          | 0:1                 | 0:0                  | –                | 3:0             |
| Maccabi Tel Aviv            | –                | 0:0             | –                           | 3:1             | –             |                  | 2:1             | 2:0        | –                   | 2:1                  | –                | –               |
| Hapoel Tel Aviv             | 3:1              | –               | 2:0                         | –               | 1:1           | –                |                 | –          | –                   | –                    | 0:1              | 2:1             |
| MS Aschdod                  | 1:0              | –               | 2:0                         | –               | 2:0           | –                | 2:1             |            | –                   | –                    | 3:1              | –               |
| Bne Jehuda Tel Aviv         | –                | –               | –                           | –               | –             | 1:0              | 2:3             | 2:0        |                     | –                    | 3:0              | 2:0             |
| Maccabi Petach Tikwa        | –                | 0:1             | –                           | 0:4             | –             | –                | 1:2             | 0:3        | 0:1                 |                      | 1:0              | –               |
| Hapoel Kfar Saba            | 0:4              | –               | 1:3                         | –               | 1:0           | 2:3              | –               | –          | –                   | –                    |                  | 3:3             |
| Maccabi Herzlia             | –                | 0:2             | –                           | 0:2             | –             | 1:0              | –               | 2:0        | –                   | 0:1                  | –                |                 |

## Torschützenliste
| Pl. | Name                   | Team                        | Tore |
| --- | ---------------------- | --------------------------- | ---- |
| 01. | Samuel Yeboah          | Hapoel Kfar Saba            | 15   |
| 02. | Rômulo Marcos Antoneli | Beitar Jerusalem            | 12   |
| 02. | Yannick Kamanan        | Maccabi Tel Aviv            | 12   |
| 02. | Moshe Biton            | Bne Jehuda Tel Aviv         | 12   |
| 05. | Dimitar Makriev        | MS Aschdod                  | 11   |
| 06. | Yero Bello             | Hapoel Ironi Kirjat Schmona | 10   |
| 06. | Yeghia Yavruyan        | FC Bnei Sachnin             | 10   |
| 07. | Yossi Shivhon          | Maccabi Tel Aviv            | 09   |
| 07. | Maor Buzaglo           | FC Bnei Sachnin             | 09   |
| 07. | Yuval Avidor           | Hapoel Ironi Kirjat Schmona | 09   |